# Smolasty
Smolasty, właśc. Norbert Smoliński (ur. 27 sierpnia 1995 w Warszawie) – polski piosenkarz, autor tekstów i producent muzyczny tworzący muzykę z pogranicza popu, rapu i R&B.
Od 2016 roku związany z wytwórnią Warner Music Poland i współpracował z wykonawcami, takimi jak m.in.: Kizo, Young Leosia, Otsochodzi, Malik Montana, Szpaku, Robert Gawliński, Kaz Bałagane, Mr. Polska, Białas, MIYO, ReTo, Chada, Young Multi, Oliwka Brazil, Ewa Farna, Sylwia Grzeszczak czy Doda. Utwory Smolastego zostały odtworzone na platformie YouTube ponad 905 milionów razy, na Spotify ponad 390 milionów razy, a na pozostałych serwisach streamingowych ponad 172 milionów razy. Jego single oraz albumy wielokrotnie osiągały złote, platynowe oraz diamentowe certyfikaty.  Największym sukcesem w dotychczasowej karierze artysty okazały się single „Duże oczy” (potrójna diamentowa płyta) oraz „Pijemy za lepszy czas” (diamentowa płyta), które znalazły się na diamentowym albumie Almost Goat. W lutym 2023 roku ukazał się singiel „Herbata z imbirem” (poczwórna platynowa płyta), który okazał się największym sukcesem radiowym w karierze piosenkarza, osiągając 3 czerwca 2023 roku 3. miejsce na polskim Airplay. Utwór ten był w tamtym momencie najczęściej graną polską piosenką w stacjach radiowych.
W 2018 roku otrzymał nominację do Nagrody Muzycznej „Fryderyk” w kategorii muzyki rozrywkowej za fonograficzny debiut roku, natomiast w 2023 roku został nominowany w kategorii Album Roku Hip Hop.

## Kariera muzyczna

### 2014–2016: Początki kariery
Jako nastolatek interesował się rapem i muzyką funkową. Jego pasja do muzyki zaowocowała założeniem w latach szkolnych funkowego zespołu, w którym grał m.in. na gitarze. Uczęszczał do szkoły podstawowej, gimnazjum i liceum na warszawskim Bródnie. W późniejszych latach zaczął inspirować się muzyką lat 60. i 70., a także twórczością artystów, takich jak Chris Brown czy Omarion.
W 2014 roku zanotował swój artystyczny debiut jako wokalista, udzielając się gościnnie w utworze „21 Pesos” Pabla Novacciego Galactico. W 2015 roku współprodukował oraz współtworzył muzykę na minialbum Kaza Bałagane pt. Lot022.
W kwietniu 2016 ukazał się debiutancki solowy mixtape Smolastego pt. Mr Hennessy. Mixtape został ciepło przyjęty przez media branżowe oraz słuchaczy, co spowodowało podpisanie przez Smolastego w 2016 roku kontraktu fonograficznego z wytwórnią Warner Music Poland. W 2016 roku pojawił się gościnnie na singlu „Znowu nie ma jej” nagranym z duetem producenckim MXF.

### 2016–2017:Jestem, byłem, będę,Popkiller Młode WilkiiLos
Po podpisaniu kontraktu fonograficznego z Warner Music Poland rozpoczął pracę nad EP-ką. W lipcu 2016 wydał pierwszy singiel, „Jestem, byłem, będę”, za który uzyskał certyfikat złotej płyty. Utwór osiągnął wynik ponad 10 milionów wyświetleń w serwisie YouTube.
Na początku 2017 został jednym z członków projektu producenckiego Młode Wilki Popkillera 5. Z zespołem nagrał i wydał płytę studyjną pt. Popkiller Młode Wilki 5, którą promował m.in. wyprodukowany przez niego singiel „Dla nas”. Opublikowany w marcu teledysk do piosenki uzyskał wynik ponad 24 miliony wyświetleń na YouTube. Pod koniec marca 2017 wydał EP–kę pt. Jestem, byłem, będę, a w lipcu opublikował mixtape pt. Los. Promował go singlem „Nie pierwszy raz”, który osiągnął status złotej płyty oraz zbobył ponad 10 milionów wyświetleń na YouTube.

### 2018:Fake Love

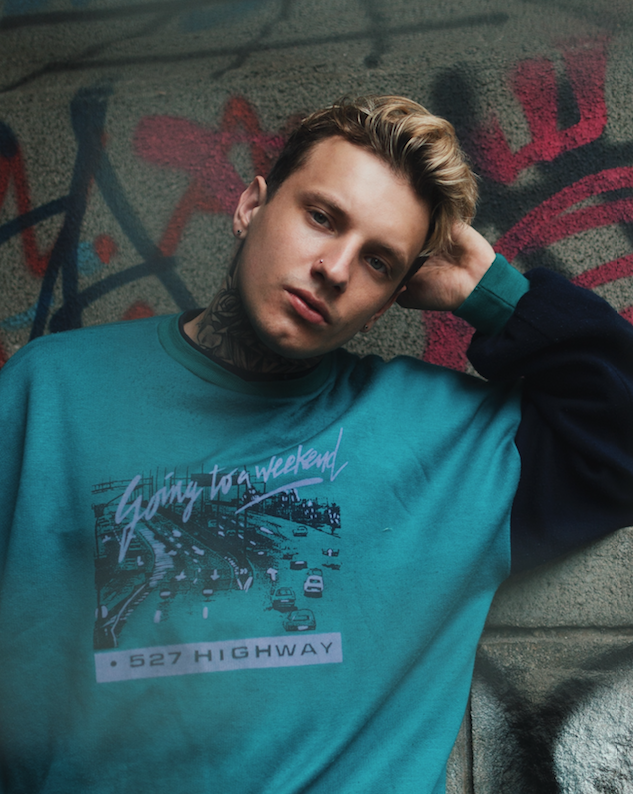
Smolasty (2018)

Prawdziwym przełomem w karierze artysty było wydanie w lutym 2018 roku singla „Uzależniony” z udziałem rapera Otsochodzi. Utwór stał w Polsce przebojem radiowymi, osiągnął status poczwórnej platynowej płyty i zdobył ponad 60 milionów wyświetleń na YouTube, stając się jednym z najpopularniejszych utworów 2018 roku. „Uzależniony” był pierwszym singlem zapowiadającym debiutancki album długogrający Smolastego pt. Fake Love. W marcu 2018 muzyk otrzymał nominację do Nagrody Muzycznej Fryderyk w kategorii muzyki rozrywkowej za Fonograficzny debiut roku. W maju 2018 wydał utwór „Fake Love” będący drugim singlem z jego nowego albumu. W utworze udzielił się raper Białas, a w teledysku główną rolę zagrała modelka Karolina Gilon. Podobnie, jak w przypadku utworu „Uzależniony”, „Fake Love” również stał się radiowym przebojem, zdobywając ponad 50 milionów wyświetleń na YouTube i osiągając status poczwórnie platynowej płyty. Kolejnymi singlami promującymi nadchodzącą płytę były utwory: „Do końca” oraz „Antidotum”, które osiągnęły odpowiednio status platynowej oraz złotej płyty. 7 września 2018 wydał album pt. Fake Love, z którym trafił na 7. miejsce listy najlepiej sprzedających się albumów w Polsce. W lutym 2019 za sprzedaż albumu odebrał złotą płytę.

### 2019–2020:Pełnia
W kwietniu 2019 roku wydał singiel „Tusz”, na którym wystąpił raper Tymek. Był to pierwszy utwór z nowego albumu artysty pt. Pełnia, który został zapowiedziany na 2020 rok i – tak jak poprzednia płyta – powstawał przy udziale duetu producenckiego Miyo. „Tusz” okazał się komercyjnym sukcesem, osiągając ponad 27 milionów wyświetleń na YouTube i zdobywając status podwójnej platynowej płyty. Podobnym sukcesem stał się kolejny singiel artysty pt. „Raj”, który ujrzał światło dzienne w czerwcu 2019 roku i pokrył się poczwórną platynową płytą oraz osiągnął wynik ponad 28 milionów wyświetleń na YouTube. Kolejnymi singlami promującymi album były utwory: „Haagen Dans” z udziałem rapera Mr. Polska (złota płyta), „Pełnia” z udziałem Ewy Farnej (platynowa płyta), „Sam” z udziałem Białasa, „Kreski” (złota płyta) oraz „Perła Na Dnie” z udziałem Roberta Gawlińskiego z zespołu Wilki. 15 maja 2020 roku premierę miał drugi album Smolastego pt. Pełnia, który zadebiutował na drugim miejscu listy OLiS, a jego sprzedaż przekroczyła 15 tys. sztuk, co przełożyło się na osiągnięcie statusu złotej płyty w listopadzie 2020 roku.

### 2020–2021:Ghetto Playboy
We wrześniu 2020 roku opublikował teledysk do utworu „Tyson Fury”, którym zapowiadał nowy album. Przed premierą płyty zaznaczył, że ten – w odróżnieniu od jego poprzednich wydawnictw – utrzymany będzie w stylistyce R&B i rapu. W lutym 2021 wydał album pt. Ghetto Playboy, na którym gościnnie udzielili się m.in. Szpaku, Kizo, Kaz Bałagane, Kabe, Qry, 730 Huncho, Wiktor z Wwa, Oliwka Brazil, Frosti, Fifson, Rataj i Dister. Za album zebrał pozytywne recenzje. Recenzenci zwracali uwagę m.in. na ciekawie skomponowane refreny, oryginalny klimat muzyczny i brak monotonii. Dziennikarz Kamil Migoń z CGM zauważył: Jest w tym wszystkim ta doza naturalnego chamstwa, bezczelności, a nawet nutka wieśniactwa, bez których to składowych to rap dla mnie to jakieś rurki z kremem. Tak właśnie powinien brzmieć mainstreamowy rap 2021.

### 2021–2022:Almost Goat
W czerwcu 2021 wydał singiel „Oh Daddy” nagrany z udziałem Oliwki Brazil. 5 sierpnia wypuścił singiel „Duże oczy”, który stał się najpopularniejszym utworem artysty, osiągając status podwójnie diamentowej płyty i przebijając barierę 100 milionów wyświetleń w serwisie YouTube. Utwór ten znalazł się na siódmym miejscu opublikowanej w marcu 2023 roku przez Spotify listy „Spotify: 10 Najczęściej streamowanych utworów w Polsce od 2013”. „Duże oczy” znalazły się także na oficjalnej playliście Roberta Lewandowskiego na Spotify; piłkarz opisał playlistę jako „listę ulubionych utworów, które rozgrzewają go przed meczami”.
W maju 2022 wydał utwór „Pijemy za lepszy czas” (z gościnnym udziałem 730 Huncho), który osiągnął status diamentowego singla i zyskał ponad 50 milionów wyświetleń na YouTube. W utworze wykorzystano sampel z utworu „Urke” zespołu Wilki. W listopadzie 2022 roku premierę miał album Smolastego pt. Almost Goat, który jeszcze przed premierą zdobył status potrójnie platynowej płyty, stając się najlepiej sprzedającym się albumem w karierze artysty.

### 2023:Herbata z imbirem

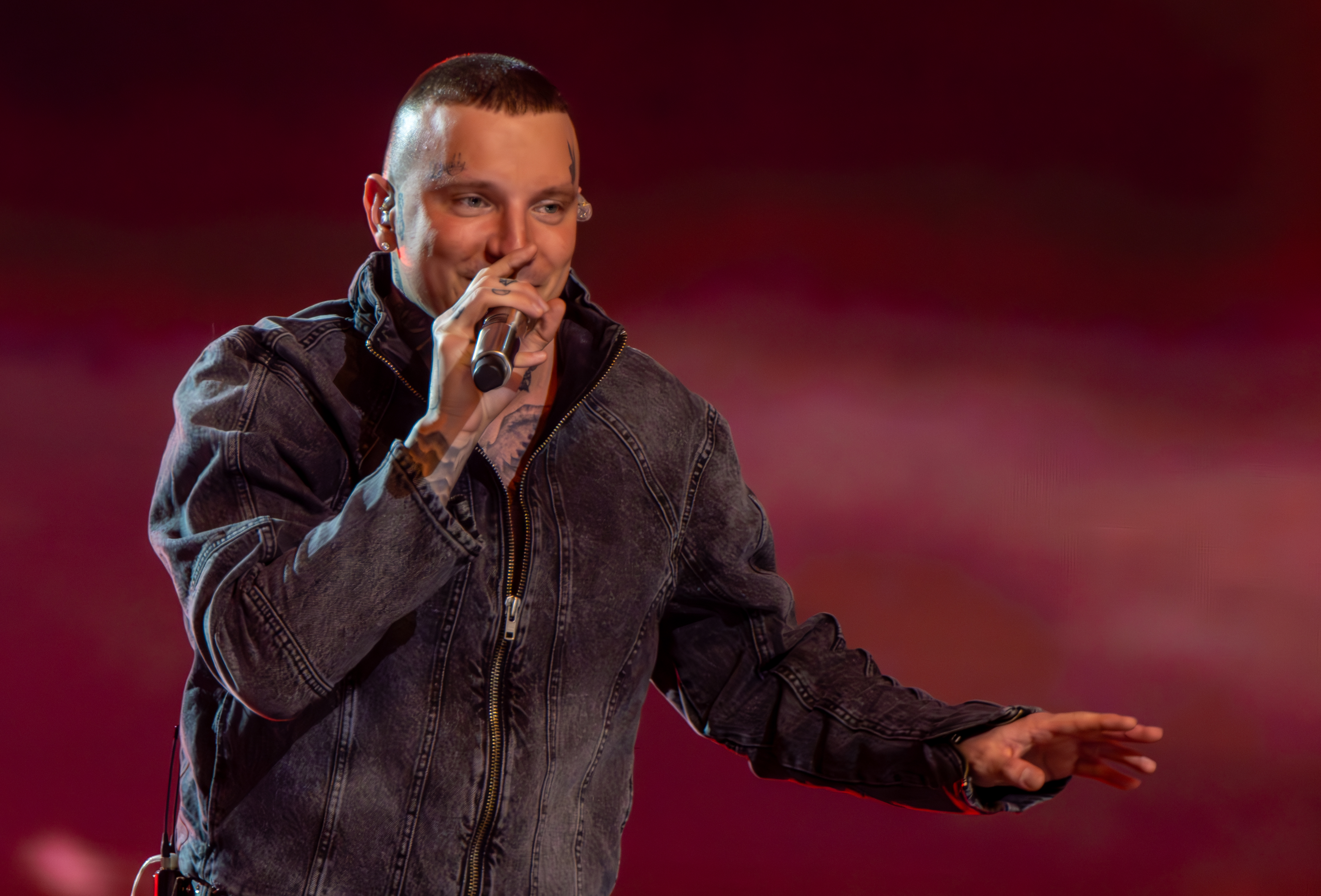
Smolasty podczas gali Fryderyków 2024

W lutym 2023 roku wydał singiel „Herbata z imbirem”, z którym osiągnął swój największy sukces radiowy, docierając do czwartego miejsca na polskim Airplay i będąc w tamtym momencie najczęściej granym utworem polskiego artysty w stacjach radiowych. 10 sierpnia wydał w duecie ze Dodą singiel „Nim zajdzie słońce”, który zadebiutował na pierwszym miejscu polskiej listy singli w streamie oraz pierwszym miejscu notowania Poland Songs magazynu „Billboard”, a także dotarł na szczyt polskiej listy airplay, stając się pierwszym polskim utworem, który zdobył szczyt każdego z trzech oficjalnych notowań singli w Polsce. Za jego sprzedaż otrzymali potrójnie diamentową płytę.

## Dyskografia

### Albumy studyjne
| Rok                                                     | Album                                                                                               | Pozycja na liście | Certyfikat               | Sprzedaż        |
| Rok                                                     | Album                                                                                               | POL               | Certyfikat               | Sprzedaż        |
| ------------------------------------------------------- | --------------------------------------------------------------------------------------------------- | ----------------- | ------------------------ | --------------- |
| 2018                                                    | Fake Love - Data: 7 września 2018 - Wydawca: Warner Music Poland - Format: CD, digital download     | 7                 | - ZPAV: platynowa płyta  | - POL: 30 000+  |
| 2020                                                    | Pełnia - Data: 15 maja 2020 - Wydawca: Warner Music Poland - Format: CD, digital download           | 2                 | - ZPAV: platynowa płyta  | - POL: 30 000+  |
| 2021                                                    | Ghetto Playboy - Data: 12 lutego 2021 - Wydawca: Warner Music Poland - Format: CD, digital download | –                 |                          |                 |
| 2022                                                    | Almost Goat - Data: 25 listopada 2022 - Wydawca: Warner Music Poland - Format: CD, digital download | 13                | - ZPAV: diamentowa płyta | - POL: 150 000+ |
| „–” oznacza, że album nie był notowany na danej liście. | |                   |                          |                 |

### Minialbumy (EP)
- Lot022 (2015; oraz Kaz Bałagane)
- Jestem, byłem, będę (2017)

### Mixtape’y
- Mr Hennessy (2016)
- Los (2017)

### Gościnnie
- Popkiller Młode Wilki 5 (2017; z grupą Młode Wilki Popkillera 5)

### Single
| Rok                                      | Tytuł                                            | Najwyższe pozycje na listach | Najwyższe pozycje na listach | Certyfikat                  | Album               |
| Rok                                      | Tytuł                                            | POL (airplay)                | POL (airplay nowości)        | Certyfikat                  | Album               |
| ---------------------------------------- | ------------------------------------------------ | ---------------------------- | ---------------------------- | --------------------------- | ------------------- |
| 2016                                     | „Jestem, byłem, będę”                            | –                            | –                            | - ZPAV: złota płyta         | Jestem, byłem, będę |
| 2017                                     | „Cały klub to my”                                | –                            | –                            |                             | Jestem, byłem, będę |
| 2017                                     | „Ty masz mnie”                                   | –                            | –                            |                             | Jestem, byłem, będę |
| 2017                                     | „Coraz więcej”                                   | –                            | –                            |                             | Los                 |
| 2017                                     | „Chciałbyś być tam gdzie my”                     | –                            | –                            |                             | Los                 |
| 2017                                     | „Paranoje”                                       | –                            | –                            |                             | Los                 |
| 2017                                     | „Nie pierwszy raz” (gościnnie: Kuban)            | –                            | –                            | - ZPAV: złota płyta         | Los                 |
| 2018                                     | „Uzależniony” (gościnnie: Otsochodzi)            | 30                           | 1                            | - ZPAV: 4× platynowa płyta  | Fake Love           |
| 2018                                     | „Fake Love” (gościnnie: Białas)                  | 68                           | –                            | - ZPAV: 4× platynowa płyta  | Fake Love           |
| 2018                                     | „Do końca”                                       | –                            | –                            | - ZPAV: platynowa płyta     | Fake Love           |
| 2018                                     | „Antidotum”                                      | –                            | –                            | - ZPAV: złota płyta         | Fake Love           |
| 2019                                     | „Raj”                                            | –                            | –                            | - ZPAV: 3× platynowa płyta  | Pełnia              |
| 2019                                     | „Tusz” (gościnnie: Tymek)                        | –                            | –                            | - ZPAV: 2× platynowa płyta  | Pełnia              |
| 2019                                     | „Chemia”                                         | –                            | –                            |                             | Pełnia              |
| 2019                                     | „Haagen Dans” (gościnnie: Mr. Polska)            | –                            | –                            | - ZPAV: złota płyta         | Pełnia              |
| 2020                                     | „Pełnia” (gościnnie: Ewa Farna)                  | –                            | –                            | - ZPAV: platynowa płyta     | Pełnia              |
| 2020                                     | „Sam” (gościnnie: Białas)                        | –                            | –                            |                             | Pełnia              |
| 2020                                     | „Kreski”                                         | –                            | –                            | - ZPAV: złota płyta         | Pełnia              |
| 2020                                     | „Perła na dnie” (gościnnie: Robert Gawliński)    | –                            | –                            |                             | Pełnia              |
| 2020                                     | „Tyson Fury”                                     | –                            | –                            |                             | Ghetto Playboy      |
| 2020                                     | „Hula Hop”                                       | –                            | –                            |                             | Ghetto Playboy      |
| 2020                                     | „Ghetto Playboy” (gościnnie: Kaz Bałagane, Kabe) | –                            | –                            |                             | Ghetto Playboy      |
| 2020                                     | „Tequila” (oraz: Szpaku)                         | –                            | –                            | - ZPAV: złota płyta         | Ghetto Playboy      |
| 2020                                     | „Duchy”                                          | –                            | –                            |                             | Ghetto Playboy      |
| 2021                                     | „Cartier” (gościnnie: Kizo)                      | –                            | –                            | - ZPAV: złota płyta         | Ghetto Playboy      |
| 2021                                     | „Powiedz” (gościnnie: Qry)                       | –                            | –                            |                             | Ghetto Playboy      |
| 2021                                     | „Oh Daddy” (gościnnie: Oliwka Brazil)            | –                            | –                            | - ZPAV: platynowa płyta     | Almost Goat         |
| 2021                                     | „Duże oczy”                                      | 18                           | 3                            | - ZPAV: 3× diamentowa płyta | Almost Goat         |
| 2021                                     | „Ratuj”                                          | –                            | –                            | - ZPAV: platynowa płyta     | Almost Goat         |
| 2022                                     | „Toxic Baby” (gościnnie: Oliwka Brazil)          | –                            | –                            | - ZPAV: złota płyta         | Almost Goat         |
| 2022                                     | „Boję się kochać” (oraz Young Leosia)            | 35                           | 2                            | - ZPAV: 4× platynowa płyta  | Almost Goat         |
| 2022                                     | „Pijemy za lepszy czas” (gościnnie: 730 Huncho)  | –                            | 4                            | - ZPAV: diamentowa płyta    | Almost Goat         |
| 2022                                     | „Sezon” (oraz Tribbs)                            | –                            | –                            | - ZPAV: 3× platynowa płyta  | Almost Goat         |
| 2022                                     | „Almost Goat”                                    | –                            | –                            |                             | Almost Goat         |
| 2022                                     | „Gorzki smak”                                    | –                            | –                            |                             | Almost Goat         |
| 2023                                     | „Herbata z imbirem”                              | 3                            | X                            | - ZPAV: 4× platynowa płyta  | –                   |
| 2023                                     | „Zombieland”                                     | –                            | X                            |                             | –                   |
| 2023                                     | „Papito” (oraz Kizo)                             | –                            | X                            | - ZPAV: 3× platynowa płyta  | –                   |
| 2023                                     | „Mbappe” (oraz Kubańczyk, Tribbs)                | –                            | X                            | - ZPAV: złota płyta         | –                   |
| 2023                                     | „Nim zajdzie słońce” (oraz Doda)                 | 1                            | X                            | - ZPAV: 3× diamentowa płyta | –                   |
| 2024                                     | „Nie mów, że kochasz” (oraz Roxi Węgiel)         | –                            | X                            |                             | –                   |
| 2024                                     | „Masterszef” (gośc. Książulo)                    | –                            | X                            |                             | –                   |
| 2024                                     | „Dalej”                                          | –                            | X                            |                             | –                   |
| 2024                                     | „Połowa mnie” (oraz Sylwia Grzeszczak)           | 23                           | X                            |                             | –                   |
| 2025                                     | „Lady” (oraz Jonatan, Kizo)                      | 22                           | X                            |                             | 23/25               |
| 2025                                     | „Good Girl”                                      | –                            | X                            |                             | –                   |
| Gościnnie                                |                                                  |                              |                              |                             |                     |
| 2024                                     | „Nie żałuję” (oraz Doda)                         | 5                            | X                            | - ZPAV: 2× platynowa płyta  | Aquaria             |
| „–” oznacza, że singel nie był notowany. |                                                  |                              |                              |                             |                     |

## Nagrody i nominacje
| Rok  | Konkurs               | Kategoria                           | Rezultat  | Źródło |
| ---- | --------------------- | ----------------------------------- | --------- | ------ |
| 2018 | Fryderyki 2018        | Fonograficzny debiut roku           | Nominacja | [ 10 ] |
| 2019 | Joy Poland 2019       | Artysta muzyczny                    | Nominacja |        |
| 2019 | PL Music Video Awards | Pop (za teledysk do utworu Raj)     | Nominacja | [ 66 ] |
| 2023 | Fryderyki 2023        | Album roku Hip Hop (za Almost Goat) | Nominacja | [ 67 ] |

## Walki freak show fight
15 maja 2021 roku na gali Fame 10, gdy odbywał swój koncert, został ogłoszony jako nowy nabytek federacji typu freak show fight, Fame MMA. Debiut Smolastego odbył się 2 października 2021 podczas gali Fame 11, w zestawieniu z wokalistą disco-polo, Piotrem „Miłym Panem” Kołaczyńskim. Podczas walki nabawił się groźnej kontuzji kolana już w pierwszej rundzie i nie był w stanie kontynuować pojedynku. Smolasty do debiutu w MMA przygotowywał się w warszawskim klubie 5D GYM CLUB pod okiem trenera Norberta Daszkiewicza.

## Działalność charytatywna
Artysta znany jest ze swojego zaangażowania w akcje charytatywne, a w szczególności w Wielką Orkiestrę Świątecznej Pomocy. W 2023 roku Smolasty zdecydował się przekazać na aukcję charytatywną WOŚP całą kolekcję swoich złotych i platynowych płyt, która wylicytowana została za niemal 15 000 złotych.